# IC 3262
IC 3262 је спирална галаксија у сазвјежђу Береникина коса која се налази на листи објеката дубоког неба у Индекс каталогу.
Деклинација објекта је + 27° 23' 40" а ректасцензија 12h 23m 48,1s. Привидна величина (магнитуда) објекта IC 3262 износи 14,5 а фотографска магнитуда 15,3. IC 3262 је још познат и под ознакама CGCG 158-97, PGC 40271.